# مارك روبرت دروين
مارك روبرت دروين هو سياسي كندي، ولد في 24 أكتوبر 1903 في مدينة كيبك في كندا، وتوفي في 12 أكتوبر 1963. نشط حزبياً في الحزب الكندي التقدمي المحافظ. وقد انتخب رئيس مجلس الشيوخ ‏ (4 أكتوبر 1957 – 23 سبتمبر 1962) وانتخب عضو مجلس الشيوخ الكندي ‏.